# Logoualé
Logoualé est une ville à l'Ouest de la Côte d'Ivoire. C'est une des sous-préfectures du département de Man, à 570 km d'Abidjan sur l'axe Duékoué-Man.

## Description

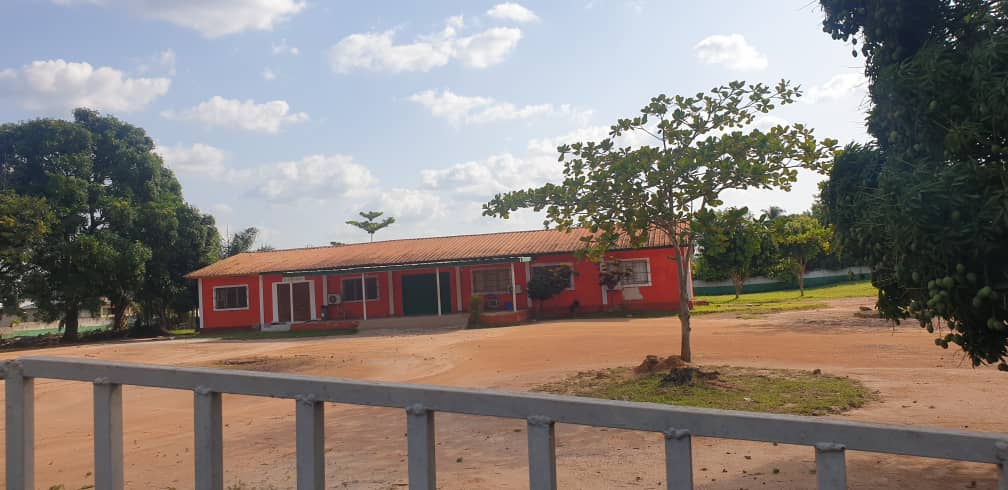
Le bâtiment de la mairie de Logoualé à l'ouest de la Côte d'Ivoire

Elle est située dans la Région du Tonkpi et le district des Montagnes.
Logoualé est constitué à l'origine de cinq familles qui sont les familles klon; kpé; bleüh; zhouhou;ziho.
Logoualé est érigée en commune depuis 1985. Elle a un regroupement de 27 villages avec une démographie estimée à environ 28 515 (2014) d'habitants , composée majoritairement du peuple digne Yacouba(Dan).
Située en zone forestière fertile, Logoualé produit du café, cacao, de l'hévéa, de l'huile de palme, du riz, du manioc, du maïs, de la banane plantain, et la culture maraîchère. On y trouve des gisements de fer et de manganèse non exploités. 

## Géographie
La partie occidentale de la Côte d'Ivoire est la plus montagneuse du pays. Elle est aussi la plus pluvieuse. A cause de son relief , les populations sont organisées en petites communautés. Les sous-affluents du Niger tel que la Bagoé à l'Est et le Bafing à l'ouest circonscrivent un territoire placé tout au long de cette rivière Bafing qui les abrite. 
Les Dan de logoualé habitent donc la Sous-préfecture du même nom qui s'étend sur 1825 Km² et se situe à environ 538 kilomètres à l'ouest d'Abidjan, et à 32 kilomètres de Chef-lieu de la région administrative la plus importante qu'est la ville de Man.

## Histoire
C'est à partir des légendes qu'on reconstitue une bonne partie de l'histoire des Dan de logoualé. Ces légendes racontent la provenance des Dan de la région de Samatiguila (dans le Département actuel d'Odienné dans le Nord-Ouest de la Côte d'Ivoire). Ce peuple serait fondé par un chasseur émérite d'éléphant, chasseur au nom de Mah Loh Dendeh. Son activité cynégétique va être à l'origine du nom de son unité résidentielle. Séchant la viande d'éléphant sur les pics granitiques appelés GOUALEH en Yacouba(Dan), lui et les membres de son campement finissent par être désignés LOH GOUALEH, c'est-à-dire le rocher de LOH. 
Ainsi naît le campement, le village et puis la ville, et la sous-préfecture de Logoualé.

## Sports
La ville dispose d'un club de football, le Tonkpi FC, qui évolue en Championnat de Division Régionale, équivalent d'une 4e division.